# Juliusz Brincken

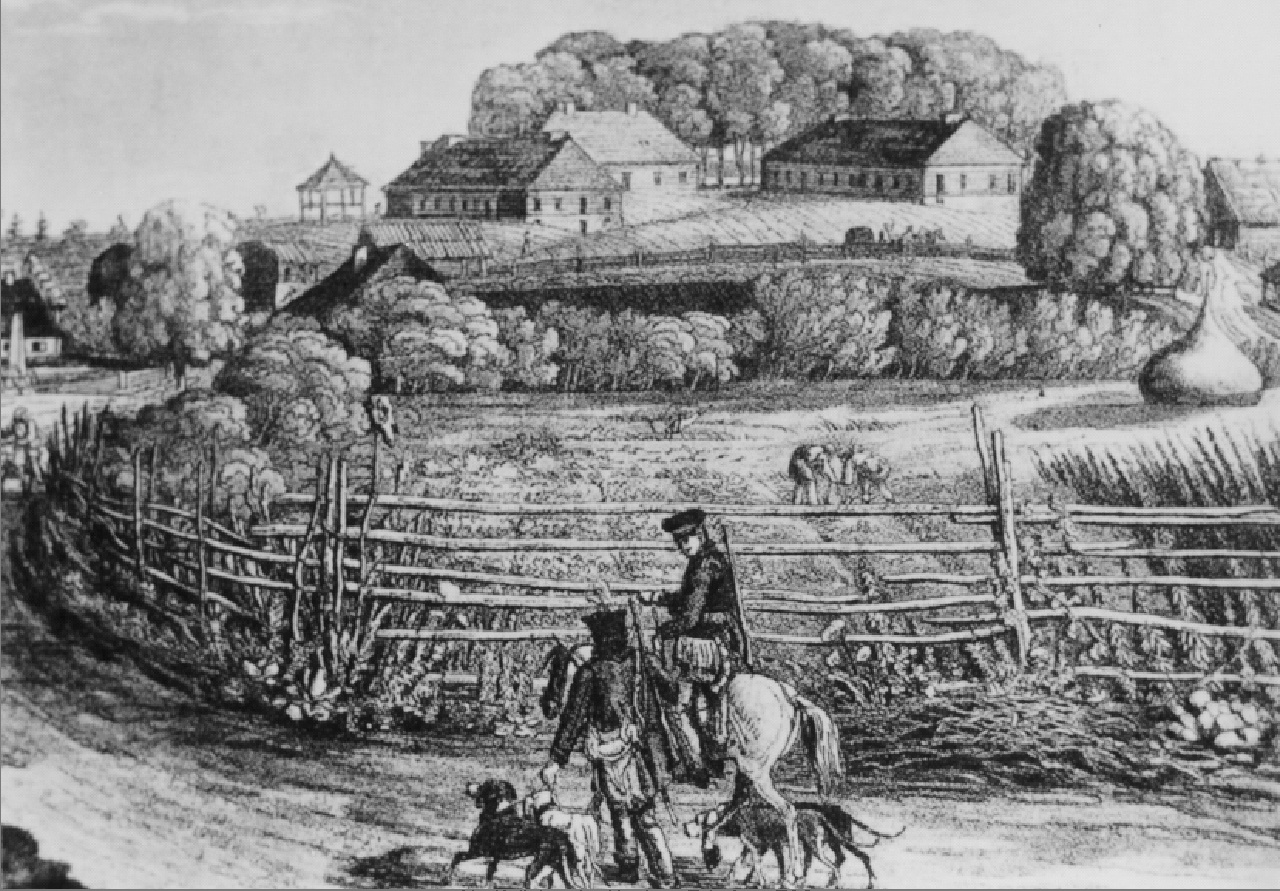
wzgórze pałacowe w Białowieży, rysunek Brinckena, ok. 1820

Juliusz Karol Albert Holte von den Brincken (czasem w pisowni Brinken, ur. 26 lutego 1789 w Blankenburgu w Harzu, zm. 2 czerwca 1846 w Warszawie) – polski leśnik pochodzenia niemieckiego, baron. W latach 1818–1833 naczelny nadleśny lasów rządowych Królestwa Polskiego. Kawaler Orderu św. Stanisława II kl. z gwiazdą
Po ukończeniu Uniwersytetu w Getyndze i akademii leśnej w Dreißigacker, był urzędnikiem leśnym w Niemczech, skąd w roku 1818 powołany został do Królestwa Polskiego, gdzie jako naczelny nadleśny do roku 1833, kierował urządzaniem gospodarstwa leśnego, brał czynny udział w wykładach Szczególnej Szkoły Leśnictwa w Warszawie i był jednocześnie głównym redaktorem pisma Sylwan od 4 do 9 tomu. Zwiedziwszy z rozkazu rządu Puszczę Białowieską, wydał jej opis pt. "Mémoire déscriptif sur la Forêt, imperériale de Białowieża en Lituanie" (1827, w polskim przekładzie Kazimierskiego, w skróceniu w "Dzienniku Warszawskim", 1827, tłumaczenie niemieckie w Brunszwiku 1833). Ogłosił nadto "Wykład praktyczny węglarstwa" (Warszawa, 1825), "Rozprawy o leśnictwie" (Warszawa, 1821).
Brinckenowi przypisano pośmiertnie autorstwo powieści "Jakub Frank", której pierwsze trzy rozdziały opublikowała "Biblioteka Warszawska" w roku 1845, a całość ukazała się w roku 1892 w przekładzie na rosyjski; istniała też jednak wersja, że chodzi o nieznany utwór Aleksandra Bronikowskiego. W rzeczywistości nie wiadomo, kto był autorem dzieła (być może żaden z wymienionych) i w jakim języku - polskim czy niemieckim - pierwotnie powstało.

## Literatura dodatkowa
- Władysław Józef Kobylański: Brinken Juliusz. W: Polski Słownik Biograficzny. T. 2: Beyzym Jan – Brownsford Marja. Kraków: Polska Akademia Umiejętności – Skład Główny w Księgarniach Gebethnera i Wolffa, 1936, s. 437. Reprint: Zakład Narodowy im. Ossolińskich, Kraków 1989, ISBN 83-04-03291-0